# 李尚胜
李尚胜（？—），中华人民共和国政治人物、外交官。
1995年，接替王建立，担任中华人民共和国驻牙买加大使。1999年，由刘大群接任。